# Anaesthesia Trauma and Critical Care
 (octobre 2020).

Anesthesia, Trauma and Critical Care ( ATACC ) est une organisation internationale de traumatologie et d'anesthésie.
Il s'agit d'un organisme de bienfaisance à but non lucratif dont l'objectif est de dispenser un enseignement sur la gestion des traumatismes et les soins aux patients. Les activités principales de l'organisation consistent à enseigner aux médecins et autres personnels des services d'urgence à la gestion des traumatismes et des soins préhospitaliers. En plus de ses ressources pédagogiques, l'organisation dispose également d'une équipe de sauvetage médical ATACC (ATACC MRT), composée de praticiens de toutes les spécialités. Il fonctionne et est disponible à des fins de gestion des soins de traumatologie dans l'environnement de soins préhospitaliers dans tout le Royaume-Uni sur une base volontaire.
Une équipe d'intervention en cas de catastrophe de l'ATACC (DRT ATACC  = Disaster Response Team of Anesthesia, Trauma and Critical Care) est disponible en attente pour un déploiement en cas de catastrophe internationale. Le DRT ATACC, affilié aux Nations unies, a répondu aux catastrophes internationales et a participé à des exercices de formation aux interventions en cas de catastrophe.

## Cours ATACC
Le cours ATACC est un cours international de traumatologie basé au Royaume-Uni. Accrédité par deux collèges royaux et des services médicaux d'urgence, il enseigne les soins de traumatologie et l'anesthésie préhospitalière en relation avec la gestion des patients traumatisés après la certification Advanced Trauma Life Support (ATLS). Des cours sont organisés à plusieurs reprises tout au long de l'année pour des candidats issus de tous les domaines de la médecine et des soins traumatologiques.
Le corps enseignant de l'ATACC est composé de cliniciens de chaque spécialité médicale et de membres seniors des services médicaux d'urgence. Le cours est destiné aux personnes travaillant dans les domaines de la traumatologie, de la chirurgie, de l'anesthésie, de la médecine d'urgence, des soins intensifs, de la radiologie et de la médecine préhospitalière. Il convient également à toute personne exerçant une profession liée à la médecine qui peut rencontrer des patients traumatisés dans le cadre de leurs tâches quotidiennes (qu'il s'agisse d'infirmières, d'assistants médicaux ou de membres des services d'urgence tels que les ambulanciers paramédicaux).
Les autres cours développés à partir du cours ATACC comprennent la formation au sauvetage et aux traumatismes (RTACC), la sécurité et l'évaluation des scènes (ISAC), le transport de soins critiques (BATT), la formation sur les incidents critiques en simulation humaine (CISTR).
L'ATACC a commencé comme une nouvelle approche de l'éducation en traumatologie, mais s'est depuis développée en une gamme de cours en plus d'une équipe hautement qualifiée de traumatologie et de sauvetage fournissant des soins critiques au bord de la route et dans d'autres environnements difficiles. Chaque membre de l'équipe ATACC s'engage à opérer selon les normes cliniques les plus élevées, à maintenir les cours ATACC à jour et à améliorer les soins de traumatologie dans le monde entier,.

## Autres cours de traumatologie
Advanced Trauma Life Support (ATLS) a été développé aux États-Unis par l'American College of Surgeons en tant que programme de formation pour les médecins à la gestion des cas de traumatisme aigu.
Le cours DSTS (Definitive Surgical Surgical Trauma Skills) est un développement conjoint du Royal College of Surgeons of England, du Royal Center for Defence Medicine et de l'Uniformed Services University of the Health Sciences, basée dans le Maryland, aux États-Unis. Conçue à l'origine pour l'armée, la structure de formation a été adaptée pour accueillir des consultants en chirurgie civile et enseigne les techniques de chirurgie vasculaire, cardiothoracique et générale.
Le Cours Européen de Traumatologie (ETC)[réf. nécessaire] est un cours international de traumatologie, couvrant à la fois les compétences techniques et non techniques pour les cliniciens seniors multidisciplinaires.
Et le Cours de Traumatologie Préhospitalière (PHTLS)[réf. nécessaire].

## Voir également
- Anesthésie
- Services médicaux d'urgence
- Médecine de soins intensifs